# Караер
Караер (тур. Karayer Adaları), также Тавшан (Tavşan Adaları — «Заячьи острова», Эшек, Eşek Adaları, Merkep Adaları) — группа из пяти необитаемых мелких островов в Турции, в северной части Эгейского моря, в 8 милях (13 км) к юго-востоку от входа в пролив Дарданеллы, в 6 милях (10 км) к северу от острова Бозджаада (Тенедос) и в 18 милях (29 км) к юго-востоку от острова Гёкчеада (Имроз). Крупнейший остров — Тавшан (Заячий), южнее находятся мелкие острова Преса (Пыраса), Сычанджик, Орак (Драпано) и Йилан (Фидо), к юго-западу от них — скала Олдридж (Aldridge Kayası).
В начале XX века Заячьи острова имели важное политическое и стратегическое значение, поскольку их территориальные воды контролируют вход в пролив Дарданеллы. В статье 12 Лозаннского мирного договора 1923 года острова упоминаются (как англ. Rabbit Islands) вместе с островами Тенедос и Имроз как единственные Эгейские острова, не находящиеся под контролем Греции, в дополнение к тем островам, которые расположены менее чем в 4,8 км от Малой Азии.
Острова являются популярным местом для любителей дайвинга.